# Hippurarctia
Hippurarctia là một chi bướm đêm trong họ Erebidae. 

## Các loài
- Hippurarctia cinereoguttata (Strand, 1912)
- Hippurarctia ferrigera (Druce, 1910)
- Hippurarctia judith Kiriakoff, 1959
- Hippurarctia taymansi (Rothschild, 1910)